# Campeonato Chileno de Futebol de 2001 - Segunda Divisão
O Campeonato Chileno de Futebol de Segunda Divisão de 2001 (oficialmente Campeonato Nacional «Banco del Estado» de Primera B de la Asociación Nacional de Fútbol Profesional de Chile 2001) foi a 51ª edição do campeonato do futebol do Chile, segunda divisão, no formato "Primera B". Os 16 clubes, na primeira fase, jogam em quatro grupos dividos geograficamente. A pontuação desta primeira fase vai para a segunda como bonificação, porém divididos por dois. Na segunda fase os clubes jogam em turno e returno. O campeão e vice são promovidos para o Campeonato Chileno de Futebol de 2002. O último colocado era rebaixado para o Campeonato Chileno de Futebol de 2002 - Terceira Divisão.

## Participantes
| Equipe                                        | Cidade                                                   | Região                           | No ano anterior                                                      | Estádio                                    | Capacidade | Títulos                 | Participações |
| --------------------------------------------- | -------------------------------------------------------- | -------------------------------- | -------------------------------------------------------------------- | ------------------------------------------ | ---------- | ----------------------- | ------------- |
| Club Deportivo Arica                          | Arica                                                    | Região de Tarapacá               | Nono Lugar                                                           | Estádio Carlos Dittborn                    | 10.000     | 1 (1981)                | 21            |
| Club Deportivo Arturo Fernández Vial          | Concepción                                               | Região de Bío-Bío                | Quarto Lugar                                                         | Estádio Municipal de Concepción            | 35.000     | 1 (1982)                | 11            |
| Club de Deportes Ovalle                       | Ovalle                                                   | Região de Coquimbo               | Sétimo Lugar                                                         | Estádio Municipal de Ovalle                | 8.000      | 0 (não possui)          | 35            |
| Club de Deportes Melipilla                    | Melipilla                                                | Região Metropolitana de Santiago | Sexto Lugar                                                          | Estádio Municipal Roberto Bravo Santibáñez | 5.500      | 0 (não possui)          | 9             |
| Deportes Linares                              | Linares                                                  | Região de Maule                  | Décimo Segundo Lugar                                                 | Estádio Fiscal de Linares                  | 7.000      | 0 (não possui)          | 39            |
| Club Deportivo Magallanes                     | Maipú                                                    | Região Metropolitana de Santiago | Décimo Quarto Lugar                                                  | Estádio Independência                      | 13.500     | 0 (não possui)          | 19            |
| Club Deportivo Universidad de Concepción      | Concepción                                               | Região de Bío-Bío                | Décimo Lugar                                                         | Estádio Municipal de Concepción            | 35.000     | 0 (não possui)          | 4             |
| Club de Deportes Antofagasta                  | Antofagasta                                              | Região de Antofagasta            | Quinto Lugar                                                         | Estádio Regional de Antofagasta            | 26.339     | 1 (1968)                | 17            |
| Club Deportes Cobresal                        | Localidade de El Salvador, na comuna de Diego de Almagro | Região de Atacama                | Oitavo Lugar                                                         | Estádio El Cobre                           | 8.000      | 2 (1983, 1998)          | 12            |
| Club de Deportes Iquique                      | Iquique                                                  | Região de Tarapacá               | Décimo Primeiro Lugar                                                | Estádio Municipal de Iquique               | -----      | 2 (1979, 1997 Clausura) | 11            |
| Club de Deportes La Serena                    | La Serena                                                | Região de Coquimbo               | Décimo Quinto Lugar                                                  | Estádio La Portada                         | 18.500     | 3 (1957, 1987, 1996)    | 16            |
| Naval Deportes de Talcahuano                  | Talcahuano                                               | Região de Bío-Bío                | Terceiro Lugar                                                       | Estádio El Morro                           | 7.152      | 0 (não possui)          | 2             |
| Club de Deportes Temuco                       | Temuco                                                   | Região de Araucanía              | Décimo Terceiro Lugar                                                | Estádio Municipal Germán Becker            | 20.930     | 1 (1991)                | 10            |
| Club Deportivo Provincial Osorno              | Osorno                                                   | Região de Los Lagos              | Rebaixado do Campeonato Chileno de Futebol de 2000                   | Estádio Municipal Rubén Marcos Peralta     | 12.000     | 2 (1990, 1992)          | 11            |
| Corporación Deportiva Everton de Viña del Mar | Viña del Mar                                             | Região de Valparaíso             | Rebaixado do Campeonato Chileno de Futebol de 2000                   | Estádio Sausalito                          | 25.000     | 0 (não possui)          | 9             |
| Club de Deportes Unión La Calera              | La Calera                                                | Região de Valparaíso             | Acesso pelo Campeonato Chileno de Futebol de 2000 - Terceira Divisão | Estádio Municipal Nicolás Chahuán Nazar    | 10.000     | 2 (1961, 1984)          | 25            |

## Campeão
| Campeão Chileno Segunda Divisão 2001                 |
| ---------------------------------------------------- |
| Club de Deportes Temuco (Temuco) (2º título) Campeão |